# Radebeul
Radebeul é um município da Alemanha, situado no distrito de Meißen, no estado da Saxônia. Tem 26,06 km² de área, e sua população em 2019 foi estimada em 33.894 habitantes.